# Colectiv
Colectiv (también conocido como Colectivo: Desenredando un escándalo) es una película documental rumana de 2019 dirigida, escrita, producida y editada por Alexander Nanau. La película se centra en el escándalo de salud pública de 2016 tras el incendio del club nocturno Colectiv. Sigue historias duales de periodistas de investigación del periódico rumano Gazeta Sporturilor que descubren la corrupción y mala administración de la atención médica pública, y la respuesta del gobierno a la crisis en el Ministerio de Salud.
La película tuvo su estreno mundial en el Festival de Cine de Venecia el 4 de septiembre de 2019 y se estrenó en Rumania el 28 de febrero de 2020 y el 20 de noviembre de 2020 en otros países, incluidos el Reino Unido y EE. UU. Recibió elogios de la crítica, incluidos los Premios del Cine Europeo y la Sociedad Nacional de Críticos de Cine. Fue nominada en la 93.ª edición de los Premios de la Academia a las categorías de Mejor Largometraje Documental y Mejor Largometraje Internacional, convirtiéndose en la primera película rumana en ser nominada a un Premio de la Academia.

## Sinopsis
En Bucarest, Rumania, un incendio estalló en octubre de 2015 y envolvió un club llamado Colectiv, matando inmediatamente a 27 personas e hiriendo a 180. Durante los meses siguientes, 37 víctimas más mueren, en parte debido a la corrupción del sistema público de salud y la consecuente falta de atención médica adecuada en los hospitales públicos.

## Lanzamiento
La película se estrenó fuera de competición en la edición 76 del Festival de Cine de Venecia el 4 de septiembre de 2019. También se proyectó en el Festival Internacional de Cine de Toronto de 2019. y en la sección Spotlight del Festival de Cine de Sundance 2020. Fue lanzado en Rumania el 28 de febrero de 2020, por Bad Unicorn. El 20 de noviembre de 2020, fue lanzado en los EE. UU. Por Magnolia Pictures y Participant y en el Reino Unido por Dogwoof.

## Recepción

### Respuesta crítica
En el agregador de reseñas Rotten Tomatoes, Collective tiene una calificación de aprobación del 99% según 130 reseñas, con una calificación promedio de 9.1 / 10. El consenso de los críticos del sitio web dice: "Collective presenta una visión oscuramente efectiva del ciclo de corrupción política y cinismo público que se afianza cuando el gobierno abroga su responsabilidad para con el pueblo". En Metacritic, la película tiene una puntuación media ponderada de 95 sobre 100, según 24 críticos, lo que indica "aclamación universal".
Al escribir para Los Angeles Times, Justin Chang calificó la película como "una apasionante y desesperada exposición de la injusticia institucional". Jay Weissberg de Variety lo llamó "un documental para nuestro tiempo, que merece una amplia exposición". Manohla Dargis del New York Times escribió que la película "esboza un ejemplo utópico honesto, conmovedor y algo anticuado de lo que se necesita para mejorar el mundo, o al menos un poco menos terrible".

### Reconocimientos
En la 33.ª edición de los Premios del Cine Europeo, la película ganó el premio al Mejor Documental Europeo, convirtiéndose en la primera película rumana en lograr esa hazaña. La película también ganó el premio al Mejor Documental en la 41.ª edición de los Premios de la Sociedad de Críticos de Cine de Boston. Comenzó el nuevo año con buen pie y ganó el prestigioso Premio a la Mejor Película en Lengua Extranjera de la Sociedad Nacional de Críticos de Cine el 9 de enero de 2021. El 26 de enero de 2021, el National Board of Review seleccionó a Collective como una de las 5 mejores películas en lengua extranjera del año. El 9 de marzo de 2021, la película fue nominada a los 74.º Premios de Cine BAFTA al Mejor Documental. Además, el 15 de marzo de 2021, la película fue nominada por la Academia de Artes y Ciencias Cinematográficas para los 93.ª Premios de la Academia en dos categorías: Mejor Largometraje Documental y Mejor Largometraje Internacional. Siendo esta la segunda vez que una película es nominada para ambos premios, siendo la primera de Honeyland de Macedonia del Norte el año anterior. Es la primera película rumana en ser nominada a un Oscar, y mucho menos en dos categorías. También ganó el prestigioso premio Peabody.
| Premio                                                            | Fecha de ceremonia      | Categoría                             | Resultado  | Ref           |
| ----------------------------------------------------------------- | ----------------------- | ------------------------------------- | ---------- | ------------- |
| Premios de Cine Europeo                                           | 12 de diciembre de 2020 | Mejor película documental             | Ganador    | [ 1 ]         |
| Premios de la Sociedad de Críticos de Cine de Boston              | 13 de diciembre de 2020 | Mejor película documental             | Ganador    | [ 10 ]        |
| Premios de la Asociación de Críticos de Cine de Los Ángeles       | 20 de diciembre de 2020 | Mejor película documental             | Subcampeón | [ 15 ]        |
| Premios de la Asociación de Críticos de Cine de Chicago           | 21 de diciembre de 2020 | Mejor película extranjera             | Nominado   | [ 16 ]        |
| Premios de la Asociación de Críticos de Cine de Chicago           | 21 de diciembre de 2020 | Mejor largometraje documental         | Nominado   | [ 16 ]        |
| Sociedad Nacional de Críticos de Cine                             | 9 de enero de 2021      | Mejor película en lengua extranjera   | Ganador    | [ 2 ]         |
| Premios de la Asociación de Críticos de Cine de St. Louis 2020    | 18 de enero de 2021     | Mejor largometraje documental         | Ganador    | [ 17 ]        |
| Premios de la Asociación de Críticos de Cine de St. Louis 2020    | 18 de enero de 2021     | Mejor película en lengua extranjera   | Nominado   | [ 17 ]        |
| Sociedad de Críticos de Cine de Houston                           | 18 de enero de 2021     | Mejor largometraje documental         | Nominado   | [ 18 ]        |
| Círculo de Críticos de Cine del Área de la Bahía de San Francisco | 18 de enero de 2021     | Mejor largometraje documental         | Ganador    | [ 19 ]        |
| Círculo de Críticos de Cine del Área de la Bahía de San Francisco | 18 de enero de 2021     | Mejor película en lengua extranjera   | Nominado   | [ 19 ]        |
| Sociedad de Críticos de Cine en Línea                             | 25 de enero de 2021     | Mejor largometraje documental         | Nominado   | [ 20 ]        |
| Sociedad de Críticos de Cine en Línea                             | 25 de enero de 2021     | Mejor película en lengua extranjera   | Nominado   | [ 20 ]        |
| Junta Nacional de Revisión                                        | 26 de enero de 2021     | Mejor película en lengua extranjera   | Nominado   | [ 11 ]        |
| Círculo de críticos de cine de Londres                            | 7 de febrero de 2021    | Documental del Año                    | Ganador    | [ 21 ] [ 22 ] |
| Círculo de críticos de cine de Londres                            | 7 de febrero de 2021    | Película en lengua extranjera del Año | Nominado   | [ 21 ] [ 22 ] |
| Círculo de críticos de cine de Londres                            | 7 de febrero de 2021    | Película del Año                      | Nominado   | [ 21 ] [ 22 ] |
| Asociación de Críticos de Cine de Toronto                         | 7 de febrero de 2021    | Mejor película documental             | Ganador    | [ 23 ]        |
| Asociación de Críticos de Cine del Área de Washington D. C.       | 8 de febrero de 2021    | Mejor película documental             | Nominado   | [ 24 ]        |
| Premios Satellite                                                 | 15 de febrero de 2021   | Mejor película documental             | Ganador    | [ 25 ]        |
| Critics' Choice Awards                                            | 7 de marzo de 2021      | Mejor película en lengua extranjera   | Nominado   | [ 26 ]        |
| Premios de la Asociación de Críticos de Cine de Austin            | 19 de marzo de 2021     | Mejor película documental             | Nominado   | [ 27 ]        |
| Premios BAFTA                                                     | 11 de abril de 2021     | Mejor película documental             | Nominado   | [ 12 ]        |
| Independent Spirit Awards                                         | 22 de abril de 2021     | Mejor película documental             | Nominado   | [ 28 ] [ 29 ] |
| Premios Óscar                                                     | 25 de abril de 2021     | Mejor largometraje documental         | Nominado   | [ 13 ]        |
| Premios Óscar                                                     | 25 de abril de 2021     | Mejor película internacional          | Nominado   | [ 13 ]        |